# Francis Trevelyan Buckland
Francis Trevelyan Buckland (17. december 1826-19. december 1880) var en engelsk naturforsker, søn af William Buckland.
Buckland uddannede sig først til læge, men droges lidt efter lidt over til zoologien, især til den praktiske anvendelse af denne videnskab. Specielt studerede han den kunstige fiskeavl og indlagde sig stor fortjeneste på dette område. 
Blandt hans litterære arbejder må nævnes Curiosities of Natural History (4 bind, 1857-72); Fish Hatching (1863); Log-Book of a Fisherman (1875) og Natural History of British Fishes (1881). 